# براندون ليرد
براندون ليرد (بالإنجليزية: Brandon Laird)‏ هو لاعب كرة قاعدة أمريكي، ولد في 11 سبتمبر 1987 في سايبريس في الولايات المتحدة.

## وصلات خارجية
- براندون ليرد على موقع دوري كرة القاعدة الرئيسي (الإنجليزية)
- براندون ليرد على موقع الدوري الياباني لكرة القاعدة (الإنجليزية)
- براندون ليرد على موقعبيزبول رفرنس.كوم (الدوري الرئيسي) (الإنجليزية)
- براندون ليرد على موقعبيزبول رفرنس.كوم (الدوري الثانوي) (الإنجليزية)
- براندون ليرد على موقع إي إس بي إن.كوم (أم.أل.بي) (الإنجليزية)
- براندون ليرد على موقع مشجعي الرسوم البيانية (الإنجليزية)